# 自由度 (统计学)
在統計學中，自由度（英語：degree of freedom, df）是指当以样本的统计量来估计总体的参数时，样本中独立或能自由变化的数据的个数，称为该统计量的自由度。一般來說，自由度等於獨立变量数減掉其衍生量數；舉例來說，方差的定義是樣本減平均值（一個由樣本決定的衍生量）的平方之和，因此對N個隨機樣本而言，其自由度為N-1。
數學上，自由度是一個隨機向量的維度數，也就是一個向量能被完整描述所需的最少單位向量數。舉例來說，從電腦螢幕到廚房的位移能夠用三維向量{\displaystyle a{\widehat {i}}+b{\widehat {j}}+c{\widehat {k}}}來描述，因此這個位移向量的自由度是3。自由度也通常與這些向量的座標平方和，以及卡方分布中的參數有所關聯。

## 範例
- 若存在兩個變數{\displaystyle a}, {\displaystyle b}，而 {\displaystyle a+b=6}那麼他的自由度為1。因為其實只有{\displaystyle a}才能真正的自由變化，{\displaystyle b}會被{\displaystyle a}選值的不同所限制。
- 估计总体的平均数（{\displaystyle \mu \,}）时，由于样本中的{\displaystyle n}个数都是相互独立的，任一個尚未抽出的數都不受已抽出任何数值的影響，所以自由度为{\displaystyle n}。
- 估计总体的方差（{\displaystyle \sigma ^{2}\,}）时所使用的統計量是樣本的方差{\displaystyle s^{2}}，而{\displaystyle s^{2}}必須用到樣本平均數{\displaystyle {\overline {x}}}來計算。{\displaystyle {\overline {x}}}在抽樣完成後已確定，所以大小為{\displaystyle n}的樣本中只要{\displaystyle n-1}个数确定了，第{\displaystyle n}個數就只有一個能使樣本符合{\displaystyle {\overline {x}}}的數值。也就是說，樣本中只有{\displaystyle n-1}個數可以自由變化，只要確定了這{\displaystyle n-1}個數，方差也就确定了。这裡，平均數{\displaystyle {\overline {x}}}就相当于一个限制条件，由于加了这个限制条件，樣本方差{\displaystyle s^{2}}的自由度为{\displaystyle n-1}。
- 统计模型的自由度等于可自由取值的自变量的个数。如在回归方程中，如果共有{\displaystyle p}个参数需要估计，则其中包括了{\displaystyle p-1}个自变量（与截距对应的自变量是常量）。因此该回归方程的自由度为{\displaystyle p-1}。
- 如果用刀剖柚子，在北极点沿经线方向割3刀，得6个角。这6个角可视为3对。6个角的平均角度一定是60度。其中半边3个角中，只会有2个可以自由选择，一旦2个数值确定第3个角也会唯一地确定。在总和已知的情况下，切分角的个数比能够自由切分的个数大1。